# Chiesa di Santa Maria della Vittoria (Ingolstadt)
La chiesa di Santa Maria della Vittoria  (St. Maria de Victoria Kirche, detta anche Asamkirche von Ingolstadt in lingua tedesca) è una chiesa di Ingolstadt, eretta tra il 1732 e il 1734 nella città di Ingolstadt, ad opera dell'architetto Egidio Quirino Asam e del fratello pittore Cosma Damiano Asam.

## Storia
Il 20 aprile 1732 ebbe inizio la sua costruzione, insieme a quella della cappella della Congregazione mariana studentesca dell'Università di Ingolstadt, concepite come edifici di uno spazio comune.  La posa della prima pietra ebbe luogo alla presenza dell'allora rettore dell'Università, Max Ignaz von Planckh.
La Congregazione era stata fondata nel 1577 dal Collegio dei gesuiti di Ingolstadt ed ebbe presto nel collegio la sua sala di preghiera. Con lo scioglimento della Compagnia di Gesù la lega studentesca ebbe solo un Oratorio. Architetto della nuova chiesa fu Egid Quirin Asam. Nel 1733 furono stuccate le facciate ed un anno dopo l'interno. Nel corso dello spostamento dell'Università a Landshut ed a seguito della secolarizzazione, il Principe elettore Massimiliano I Giuseppe di Baviera donò l'edificio alla città di Ingolstadt. Nel 1807 la sala della Congregazione venne eretta nella chiesa.

## Descrizione

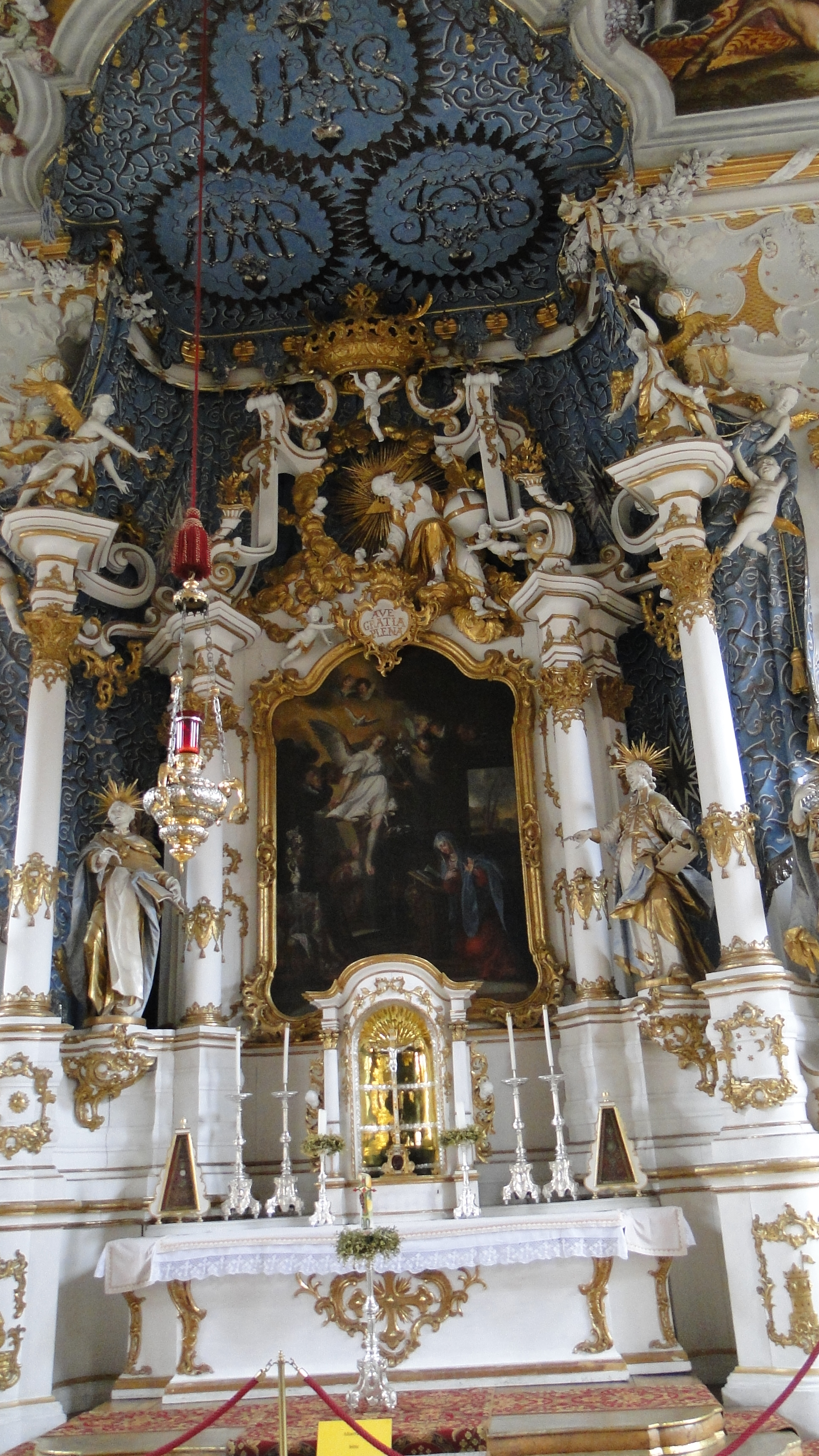
Altare della Asamkirche di Ingolstadt

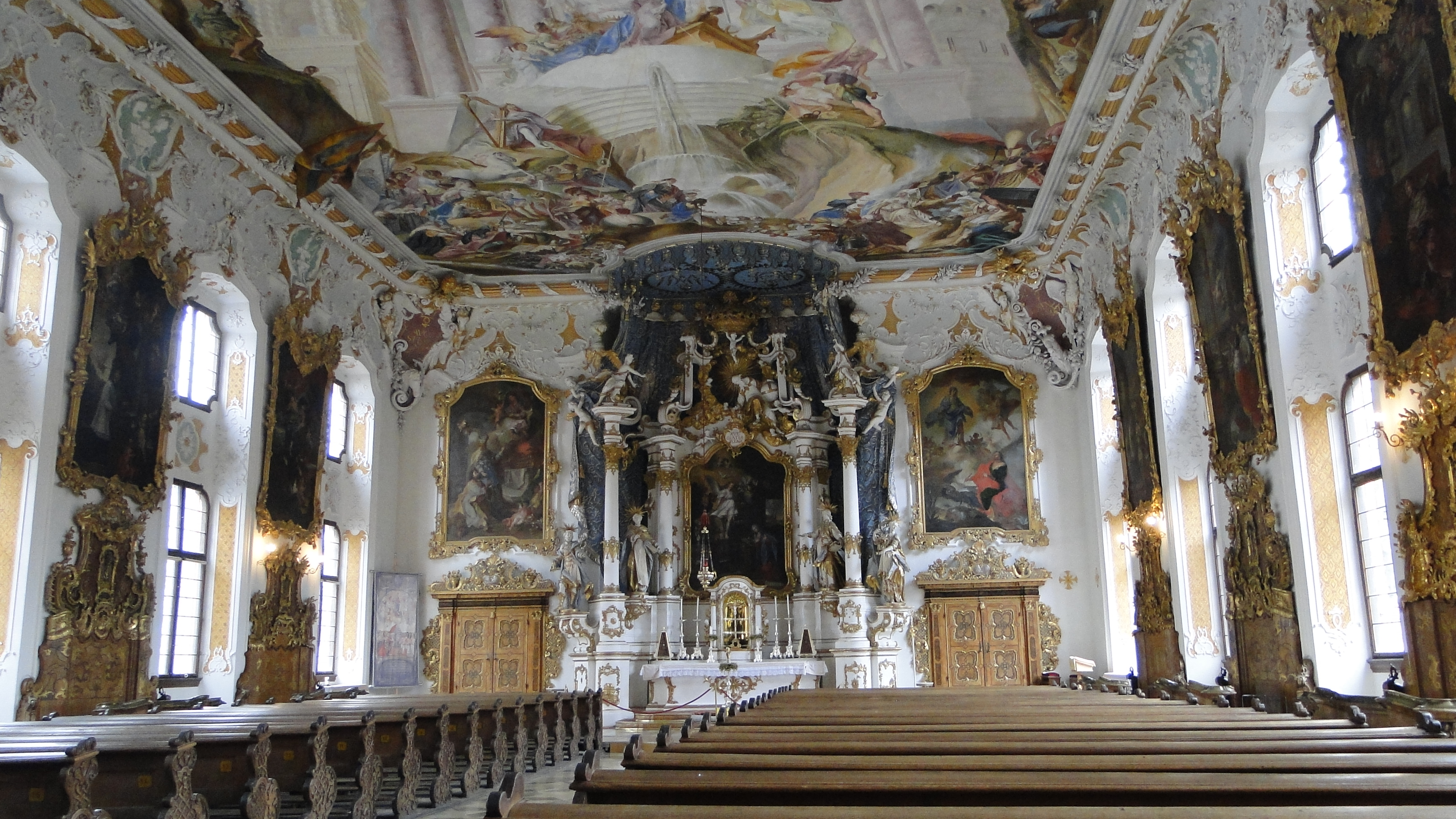
Interno della chiesa

Mentre l'esterno della chiesa è stato realizzato in stile barocco, l'interno si presenta prevalentemente in stile rococò. Il soffitto è totalmente occupato (490 mq) da un affresco che rappresenta la Incarnatio Dominica (Incarnazione).
L'altare  odierno risale al periodo intorno al 1760 e sostituisce verosimilmente un altro precedente. 
La pala d'altare data dal 1675 è quindi è più antica della chiesa stessa. Essa mostra l'Annunciazione ed è opera del pittore di Landshut, Franz Geiger.
Nella sacrestia della chiesa è conservata la Lepantomonstranz (Ostensorio di Lepanto), un prezioso ostensorio, opera del gioielliere amburghese Johannes Zeckl, che mostra, con ricchezza di dettagli, la battaglia di Lepanto. (La Vittoria della dedicazione della chiesa si riferisce proprio alla vittoria della flotta cristiana su quella turca del 7 ottobre 1571 a Lepanto). 
Insieme all'ostensorio, si può ammirare nella sacrestia la cosiddetta "croce di Tilly", una croce che il condottiero Johann Tserclaes, conte di Tilly verosimilmente portò da una delle sue campagne militari.

## Organo

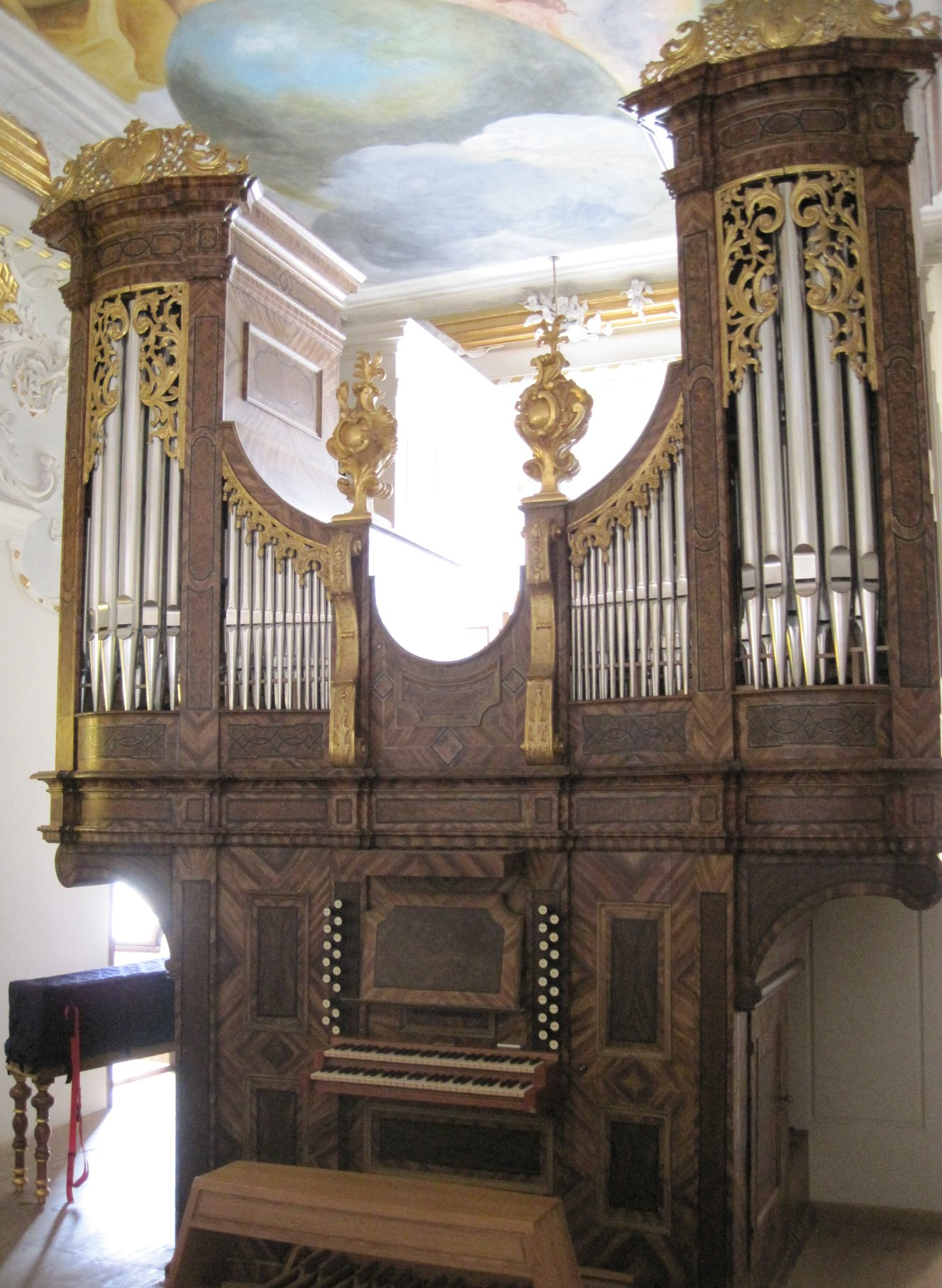
Organo

L'organo della chiesa proviene da uno strumento che nel 1987 fu costruito dal fabbricante di organi Georg Jann. Esso fu restaurato nel 2006 dalla manifattura di organi Kuhn (Männedorf, Svizzera) e le sue disposizioni leggermente modificate.
Esso è alloggiato in una nicchia storica, che fu realizzata nel 1736 da Caspar König.